# Zápalky - Památník Marka Frauwirtha
Zápalky - Památník Marka Frauwirtha, slovensky Zápalky - pamätník Mareka Frauwirtha, je dřevěný památník v Oravské kotlině ve městě Tvrdošín v okrese Tvrdošín v Žilinském kraji v severozápadním Slovensku.

## Historie a popis
Zápalky - Památník Marka Frauwirtha byl postaven v roce 1999. Jeho autorem je místní slovenský výtvarník Hieroným Balko (*1952) a investorem bylo město Tvrdošín. Je vytvořen z lepeného, vyřezávaného a opáleného dubového dřeva ošetřeného olejem. Je pojmenován po místním rodákovi a popraveném československém odbojáři a studentu Marku Frauwirthovi (1911–1939). Dílo vzniklo k 60. výročí jeho tragické smrti. Symbolicky znázorňuje 3 vyhořelé zápalky s latinskými nápisy částí textu studentské hymny Gaudeamus igitur. Prerušený text hymny symbolizuje Frauwirthův prerušený život.

## Další informace
Dílo je celoročně volně přístupné.

## Galerie

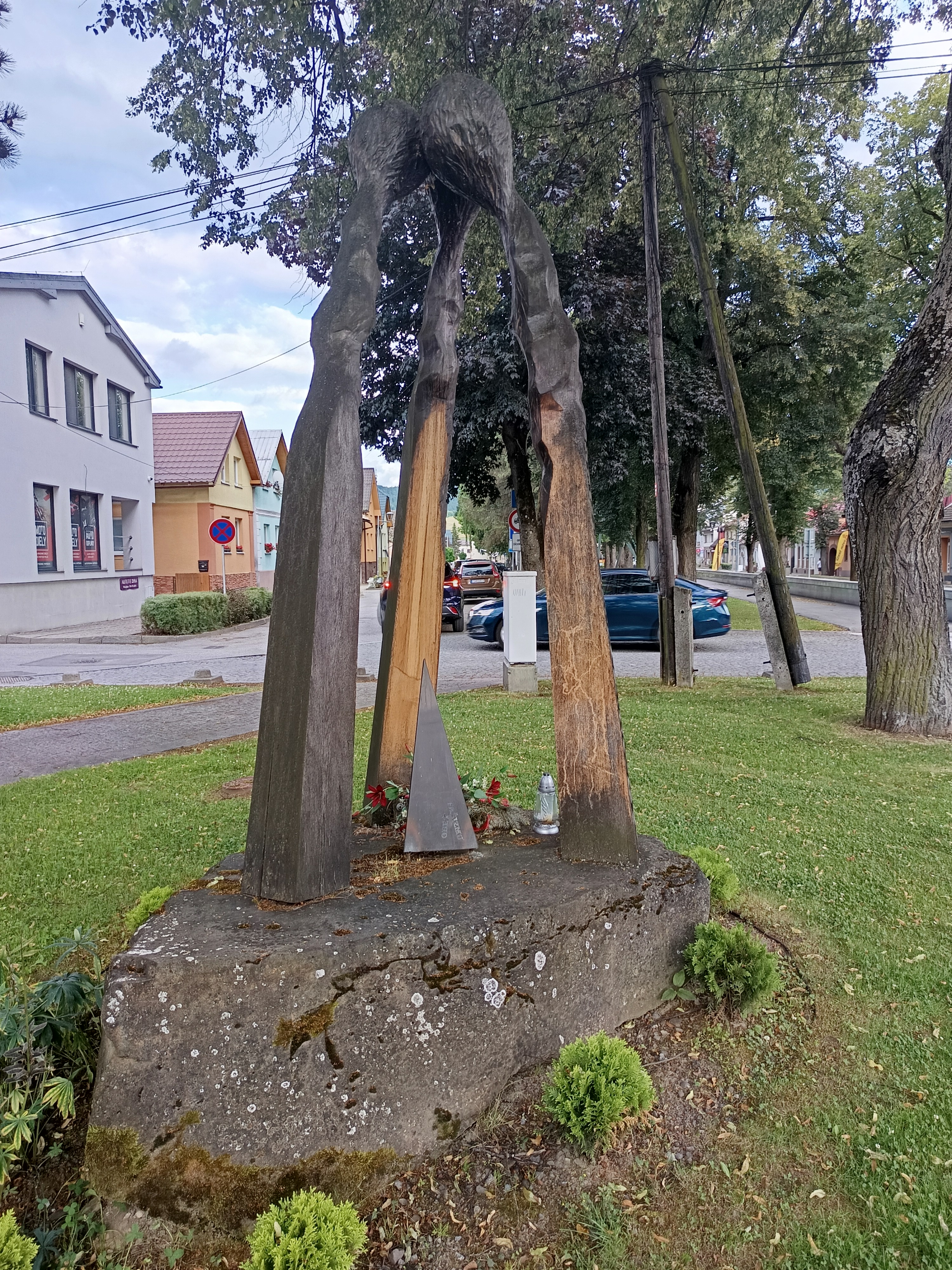
Čelní pohled na dílo
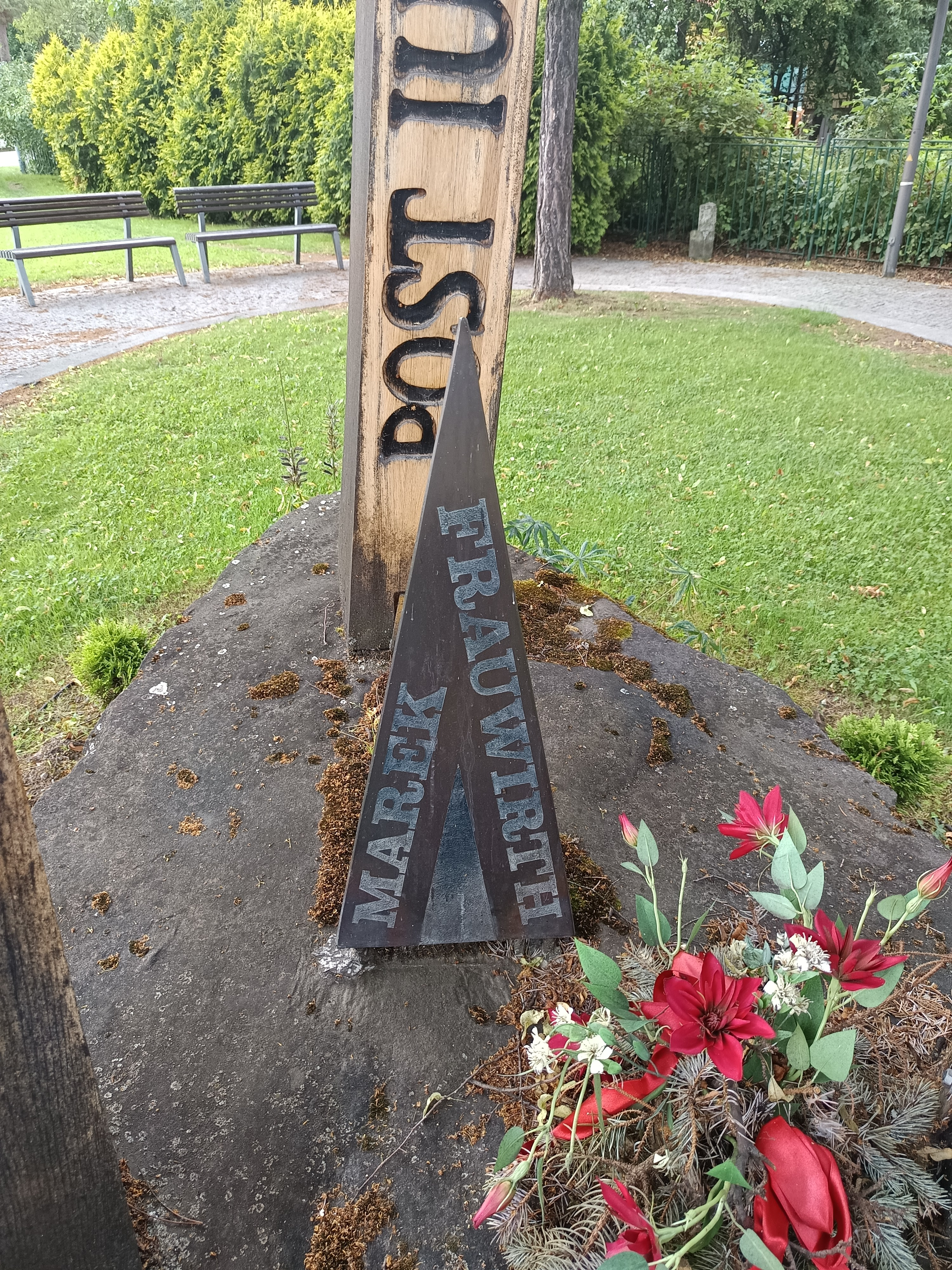
Boční pohled na dílo
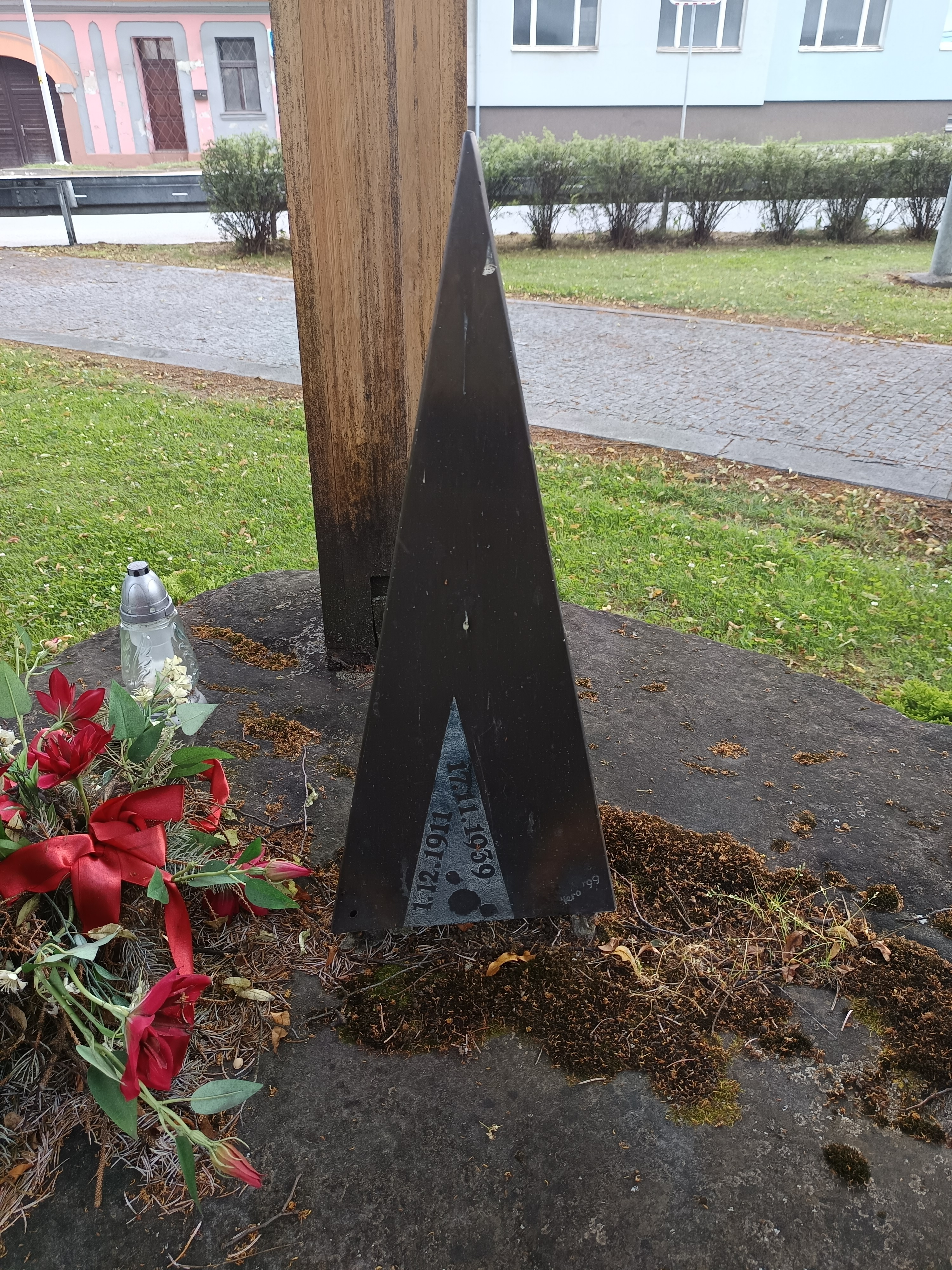
Boční pohled na dílo